# Высокое окно (роман)
«Высокое окно» (англ. The High Window; 1942 год) — роман американского писателя Рэймонда Чандлера о частном сыщике Филипе Марлоу (третий роман про Марлоу, после «Глубокий сон» (1939) и «Прощай, любимая» (1940)). Классика «крутого детектива».

## Сюжет

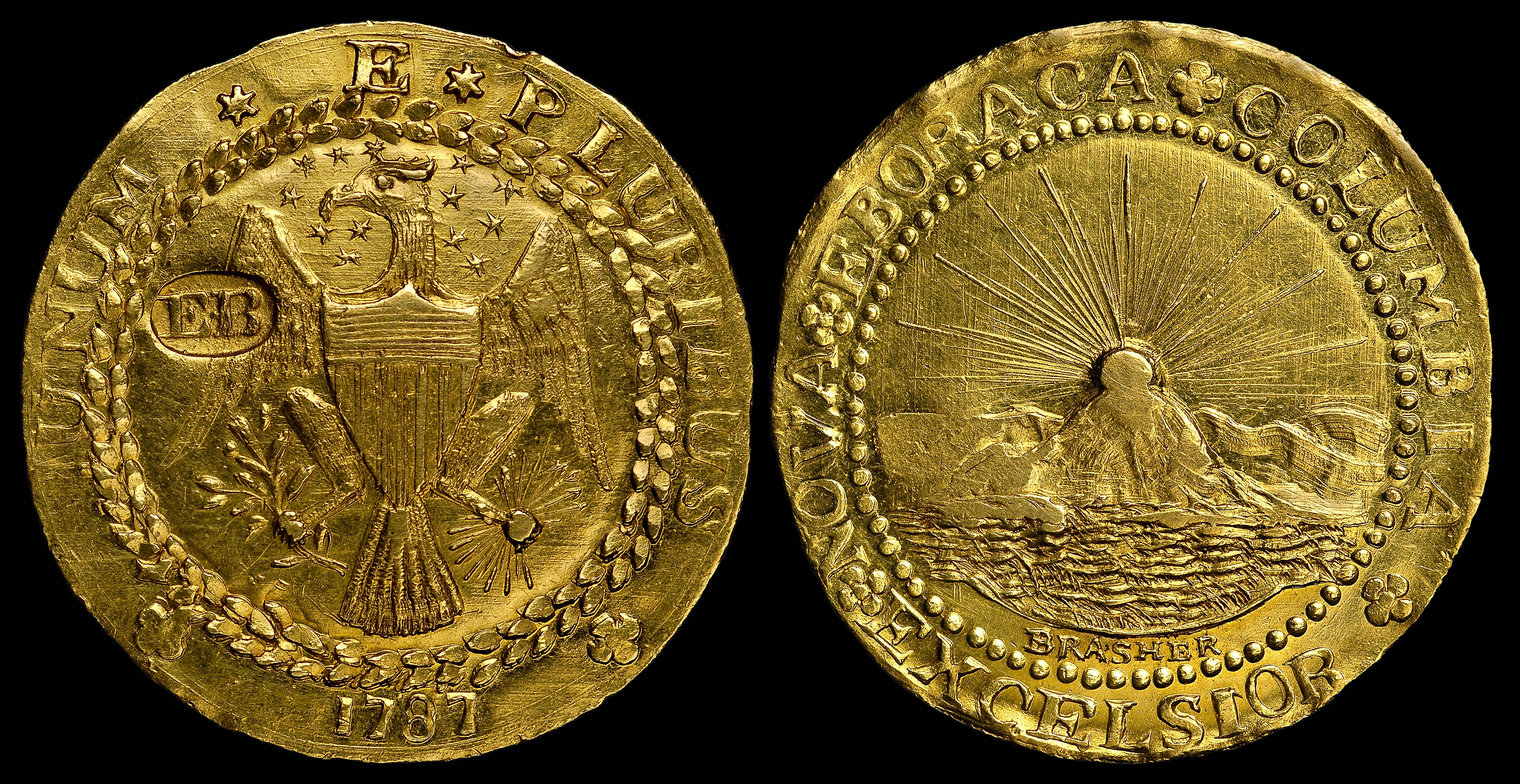
A 1787 Brasher Doubloon, the same type featured in The High Window

Действие происходит в Пасадене, пригороде Лос-Анджелеса. Частного сыщика Филипа Марло нанимает миссис Элизабет Брайт Мердок. Она — престарелая вдова, живёт со взрослым сыном и невротичной секретаршей. Миссис Мердок просит сыщика разобраться с пропажей семейной ценности — золотого дублона Брашера.
В процессе расследования перед Марло возникает множество затруднительных ситуаций и сложных морально-этических проблем.

## В СССР
В 1987 году этот роман был издан в СССР под названием «Золотой дублон Брашера».

## Экранизации
Роман был экранизирован в США дважды.
- Первая экранизация была снята в 1942 году.
- Вторая — «Кровавые деньги» (оригинальное название «Дублон Брашера» (англ. The Brasher Doubloon)) длительностью  72 мин. — режиссёром Джоном Брамом в 1947 году (в главной роли — Джордж Монтгомери). В других ролях снялись Ненси Гулд, Конрад Дженис, Рой Робертс, Фриц Кортнер, Флоренс Бэйтс.

Также, в США вышли 2 одноимённых радиоспектакля, в 1977 и 2011 гг.

## Цитаты
- Ещё один зануда. Третий за сегодняшний день, не считая миссис Линду Мердок, которая тоже вполне может оказаться занудой.
- Я ... достал фотографию, которая в гордом одиночестве лежала на дне и смотрела на меня холодными тёмными глазами. Держа фотографию в руках, я опять сел и принялся её разглядывать. Над крупным лбом тёмные распущенные волосы с нечетким пробором посередине. Широкий невозмутимый наглый рот с вполне аппетитными губками. Правильной формы нос — не большой и не маленький. Довольно красивые черты лица. Чего-то этому лицу не хватало. Раньше бы сказали — породы, а теперь — даже не знаю, чего именно. Для своего возраста лицо это казалось чересчур разумным и осмотрительным. Слишком многие зарились на это лицо, вот оно и стало таким настороженным. Но за настороженностью проглядывало простодушие маленькой девочки, которая до сих пор верит в Деда Мороза.
- — А ... этот Венниер, чем он занимается?
Шофёр выпрямился, повесил замшевую тряпку на дверцу и вытер руки полотенцем, которое теперь торчало у него из-за пояса.
— Женщинами, чем же ещё, — сказал он.
— А с этой — не рискованно?
— Возможно, — согласился он. — Кому как. Я бы не стал.
- — Какое он дал объявление? — спросил я. Бриз... выудил из бумажника тонкий листок бумаги и положил его перед собой на низкий столик. Я подошел, поднял его и прочёл:«Зачем волноваться? Зачем пребывать в сомнении и неведении? Зачем терзаться подозрениями? Обратитесь к невозмутимому, осмотрительному, надёжному сыщику — Джорджу Энсону Филлипсу. Гленвью 9521».Я положил бумажку обратно на стол.
— Ничуть не хуже любого другого частного объявления, — заметил Бриз. — Не похоже, чтобы оно было рассчитано на богатую публику.
— Ему его составила секретарша в газете, — ввернул Спенглер. — Говорит, она с трудом удержалась от смеха, но Джордж решил, что объявление — лучше некуда.
- ...ситуация, которая и без того оставалась для меня абсолютно загадочной, усложнится ещё больше. Можно, правда, выдать клиента и навести на неё и её родных полицию.«Если хотите иметь дело с полицией, обращайтесь к Марло. Зачем волноваться? Зачем пребывать в сомнении и неведении? Зачем терзаться подозрениями? Обратитесь к нетрезвому, беспечному, косолапому, опустившемуся сыщику. Филип Марло. Гленвью, 7537. Приходите, и я натравлю на вас лучших полицейских города. Не отчаивайтесь. Не унывайте. Звоните Марло — и ждите ареста».Шутка получилась невесёлой.
- Я ... закурил. Пальцы не слушались. Пошел к выходу. Аптекарь теперь был один. Чинил перочинным ножиком карандаш. Вид хмурый, сосредоточенный.
— Отличный у вас карандашик, — сказал я ему.
Он удивлённо посмотрел на меня. Девушки в брюках удивлённо посмотрели на меня. Я подошел к висевшему за прилавком зеркалу и удивлённо посмотрел на себя.
Потом сел на табурет у стойки и сказал:
— Двойную порцию шотландского виски. Неразбавленного.
На меня удивлённо посмотрел продавец:
— Простите, но это не бар, сэр. Можете купить бутылку в винном отделе.
— Не бар? — переспросил я. — Ну да, не бар. У меня был шок. Я немного не в себе. Дайте мне чашку кофе, только некрепкого, и бутерброд с ветчиной на чёрством хлебе. Хотя нет, лучше не надо. До свидания.
Я сполз со стула и тихо пошел к двери. Так тихо, как сыплется с горы тонна угля. Человек в чёрной рубашке и жёлтом шейном платке насмешливо смотрел на меня из-за номера «Нью-Рипаблик».
— Чем пялиться в эту газетёнку, почитал бы лучше что-нибудь стоящее: про любовь или убийства, — посоветовал я ему из лучших побуждений.
И вышел. Кто-то у меня за спиной заметил:
— В Голливуде таких полно.
- — Мистер Гренди, не могли бы вы принять от меня пять долларов — и не в качестве взятки, а в знак искреннего дружеского расположения?
— Еще как приму, сынок. Так приму, что Эйб Линкольн вспотеет.
Я протянул ему пятерку. На ней действительно был изображен Линкольн.
Он несколько раз свернул бумажку и запрятал её поглубже в карман.
— Вот спасибо. Только не подумайте, что я клянчил.
- ...Джордж славный парень, может, слишком славный для хорошего полицейского, даже если бы у него была голова на плечах. Джордж делал то, что ему говорили, и делал бы совсем неплохо, если бы ещё знал, с какой ноги шагать и в какую сторону идти. Но за годы службы он, что называется, не прибавил.
Он был из тех полицейских, которые, пожалуй, могут задержать мелкого воришку, да и то, если видели кражу собственными глазами, а вор, пустившись наутек, врезался бы головой в столб и лишился чувств.
В противном случае Джорджу было бы не справиться и ему пришлось бы возвращаться в отделение за инструкциями.
- Я кивнул и улыбнулся ей. Мимолетной, бодрой улыбкой знаменитого Филипа Марло.
- ...— Хотя деньги, разумеется, дала мне миссис Мердок. Я должна ей столько, что мне в жизни не рассчитаться. Правда, большой зарплаты она мне не платила, но…
Я был груб:
— Большой зарплаты от неё никто не дождётся. Ну а что касается того, что вам с ней в жизни не рассчитаться, это тоже верно: за всё, что она вам сделала, рассчитываться с ней должен боксёр полутяжёлого веса. Впрочем, неважно.
...
— У меня нет денег.
— Миссис Мердок прислала вам пятьсот долларов. Они у меня в кармане.
— Как это мило с её стороны.
— О дьявол! — взвыл я, пошёл на кухню и хлебнул из бутылки перед дорогой. Легче не стало. Захотелось вскарабкаться на стену и поползать по потолку.
- Дом скрылся из виду, и я испытал странное чувство, словно написал стихи, очень хорошие стихи, но потерял их и теперь никогда больше не вспомню.
- Была ночь. Я поехал домой, переоделся, расставил на доске шахматные фигуры,... и разыграл ещё одну партию Капабланки. Пятьдесят девять ходов. Красивые, бесстрастные, беспощадные шахматы. Прямо-таки в дрожь бросает от их молчаливой непроницаемости.
Когда партия кончилась, я подошёл к открытому окну, прислушался и вдохнул ночной воздух. Потом отнёс стакан на кухню, сполоснул, налил в него ледяной воды и стал пить маленькими глотками, разглядывая себя в зеркале над раковиной.
— Вылитый Капабланка! — сказал я себе.Рэймонд Чандлер

## Интересные факты
Роман «Высокое окно» [The High Window]:
- основан на произведениях «Бей-Сити блюз» [англ. Bay City Blues] и «Леди в озере» [англ. The Lady in the Lake][источник не указан 3074 дня].
- также имеет и другие названия:

- «Окно в вышине»;
- «Окно на тот свет»;
- «Золотой дублон Брашера»;
- «История Брэшерского дублона».